# کورتنا (کالیفرنیا)
کورتنا (به انگلیسی: Cortena) یک منطقهٔ مسکونی در ایالات متحده آمریکا است که در شهرستان کولوزا، کالیفرنیا واقع شده‌است. کورتنا ۲۴ متر بالاتر از سطح دریا واقع شده‌است.